# 兴隆街道 (扬中市)
兴隆街道是中华人民共和国江苏省鎮江市扬中市下辖的一个街道办事处。

## 行政区划
兴隆街道下辖以下村级行政区划单位：
兴隆社区、三跃社区、新星村、德云村、双跃村、福源村、兴城村和恒跃村。